# Dolina Kamionkowska
Dolina Kamionkowska – (350 m n.p.m. – 800 m n.p.m.) niewielka, rozległa, dolina walna w południowo-zachodniej Polsce, położona w Górach Sowich w województwie dolnośląskim, w powiecie dzierżoniowskim, w gminie Pieszyce.
Dolina położona jest częściowo na terenie Parku Krajobrazowego Gór Sowich w północno-zachodnim fragmencie Gór Sowich, około 2,5 km na południowy zachód od centrum Pieszyc. Dolina ciągnie się na długości około 6,0 km, od granicy północnego podnóża wzniesienia Zameczna, po główny grzbiet Gór Sowich, gdzie jej odgałęzienia podchodzą między wzniesieniami: Wielka Sowa po zachodniej stronie i Słoneczna po wschodniej stronie..
Dolina Kamionkowska wcina się powyżej Pieszyc w północno-zachodnią krawędź środkowej części Gór Sowich, głębokim wąskim wąwozem między wzniesieniami: Czyżyk i Błyszcz położone po południowo-wschodniej stronie oraz Zameczna i Kocioł po północno-zachodniej stronie. Na wysokości południowego podnóża wzniesienia Zameczna dolina rozszerza się, tworząc rozległe obniżenie, od którego odchodzą liczne boczne odgałęzienia, którymi płyną odnogi potoku Kamionka. Dolina wypreparowana jest w sowiogórskich gnejsach, skałach metamorficznego pochodzenia. Rzeźba  doliny jest wynikiem ruchów tektonicznych, związanych z powstawaniem brzeżnego uskoku sudeckiego. Największy wpływ na rzeźbę i kształt doliny miał płynący jej dnem potok Kamionka oraz zlodowacenie bałtyckie, a późniejsza erozja doprowadziła do powstania obniżenia tworząc dolinę. Działalność potoków pozostawiła w dolinie stożki napływowe, powstałe wskutek akumulacji osadów żwirowo-kamienistych. Dolinę w środkowej części zajmują górskie łąki i użytki rolne, obrzeża doliny  powyżej ok. 500 m n.p.m. porośnięte są lasem bukowo-świerkowym regla dolnego. Na zboczach wzniesień otaczających Dolinę Kamionkowskiej miejscami występują w niewielkie urwiska skalne oraz samotne skałki. Dolina posiada wysokie walory krajobrazowe i przyrodnicze, które stanowią podstawę do rozwoju turystyki, rekreacji oraz mieszkalnictwa jednorodzinnego. Na obszarze doliny zlokalizowane są obiekty hotelarskie oraz inne obiekty obsługi ruchu turystycznego. W centralnej części doliny położona jest dzielnica Pieszyc Kamionki. Przez całą dolinę prowadzi lokalna droga z Pieszyc do Jugowa przez Przełęcz Jugowską.

## Historia
W przeszłości dolina była dobrze znana poszukiwaczom kruszców, uchodziła za zasobne miejsce w minerały i kruszce. W okolice doliny około XIV–XV wieku docierali poszukiwacze kruszców. W przeszłości w okolicy doliny znajdowało się wiele sztolni i szybików kopalń, po których pozostały tylko ślady. Dolina wielokrotnie wzmiankowana w dokumentach, pierwsze wzmianki o zasiedlaniu doliny pochodzą z ok. XIII wieku. Dolina w połowie XIX wieku była licznie odwiedzana przez turystów docierających na szczyt Wielkiej Sowy.

## Ciekawostka
- W okolicach doliny w profilach skał występują łupki szarogłazowe, piaszczyste i ilaste z wkładkami organogenicznych wapieni, a w górnej części profilu zlepieńce polimiktyczne z udziałem kwarcu mlecznego.
- Przez lata w okolicy doliny wydobywano rudy ołowiu. Na początku XIX wieku w złożach odkryto srebrnonośne rudy w związku z czym w 1889 roku uruchomiono kopalnię rudy srebra. W roku 1900 kopalnię zamknięto ze względu na nieopłacalność.